# Affaire Jean-Michel Di Falco
Pour un article plus général, voir Abus sexuels sur mineurs dans l'Église catholique en France.
L'affaire Jean-Michel di Falco est une affaire judiciaire française mettant en cause l'évêque Jean-Michel Di Falco, accusé d'avoir agressé sexuellement deux enfants et violé l'un d'eux dans les années 1970. Il se déclare innocent. La justice, considérant les faits prescrits, a décidé d'un non-lieu à poursuivre en 2018. La Cour de cassation a annulé, le 7 juillet 2022, le jugement de la cour d’appel de Paris, relançant ainsi la procédure au civil.

## Les faits allégués
Un homme qui se fait appeler « Marc » affirme avoir été agressé sexuellement et violé à de nombreuses reprises entre 1972 et 1975, alors qu'il était âgé de 12 à 15 ans, par Jean-Michel Di Falco. Ce dernier était à l'époque directeur du Petit Collège de l'établissement catholique Saint Thomas d’Aquin dans le 7e arrondissement de Paris et recevait Marc dans son logement rue Perronet,. Marc dénonce des « frottements, puis des masturbations et des fellations » de la part de Jean-Michel Di Falco qui visitait alors régulièrement sa famille et lui offrait des cadeaux, « comme une mobylette ou un dictaphone ». La sœur de Marc témoigne de son côté que lors d'un séjour au ski en décembre 1973 à Rencurel près de Grenoble, Jean-Michel Di Falco avait obtenu de dormir dans la même chambre que son frère, ce à quoi elle n'avait pas pu s'opposer devant l'insistance du prêtre. À l'époque, Marc ne dit rien à son entourage, si ce n'est que le père « l’embêtait ». Marc indique que plusieurs années de thérapie ont été nécessaires afin de lui permettre de rendre publiques ces agressions,.
En 2002, un deuxième homme, ancien élève du collège Bossuet à Paris, se fait connaître pour des agressions similaires remontant à 1975. Comme celle de Marc, sa plainte est classée sans suite pour cause de prescription,.

### Premières interventions auprès de l'Église
Marc indique avoir écrit dans un premier temps[Quand ?] à Jean-Marie Lustiger, alors archevêque de Paris. Celui-ci lui propose de rencontrer un de ses proches, le théologien jésuite Henri Madelin. Trois rencontres sont organisées entre mai et août 2001. Lors de son audition ultérieure auprès des policiers, chargé de l'enquête, Henri Madelin déclare : « Je suis tombé des nues lorsque j’ai entendu le témoignage de Marc. J’ai été scandalisé comme prêtre qu’il y ait eu des gestes équivoques, et je me suis posé la question de ce qu’il fallait croire de ce qu’il disait. J’ai rapporté au cardinal les contenus de nos entretiens. Il était bouleversé par ce qui était dit sur Di Falco. J’ai compris qu’il était à la recherche d’une solution et qu’il se sentait obligé d’envisager d’autres dispositions concernant sa place dans l’Église. ». En effet lors du troisième rendez-vous Henri Madelin informe Marc que Jean-Marie Lustiger a décidé de mettre un terme à la carrière de Jean-Michel di Falco. Toutefois Marc apprend que ce dernier est susceptible d'être nommé au Vatican, il décide alors de porter plainte contre lui au pénal bien que les faits soient prescrits.

## Procédures judiciaires

### Plaintes pour viols et agressions sexuelles en 2001
Une plainte au pénal, pour viol et abus sexuels, est déposée le 14 novembre 2001 à l'encontre de Jean-Michel Di Falco auprès du parquet des mineurs du tribunal de grande instance de Paris. Il est alors évêque auxiliaire de Paris auprès de l'archevêque de Paris Jean-Marie Lustiger,.
L'enquête préliminaire est ouverte et dure quatre mois. Interrogé à la brigade des mineurs, Jean-Michel Di Falco nie les agressions et les viols et déclare ne pas se souvenir d'une relation intime avec Marc. La plainte est classée sans suite en 2002, suivie d’un refus d’informer en raison de la prescription. La décision est confirmée en appel. Le pourvoi en cassation n’est pas recevable et l'ultime recours de Marc devant la Cour européenne des droits de l'homme n'est pas traité.
L'affaire dévoilée par L'Express et la revue Golias fait scandale,. En 2003, Jean-Michel Di Falco, ancien porte-parole de la Conférence des évêques de France, alors « promis à un brillant avenir dans l'Église », est finalement nommé dans un petit diocèse, celui de Gap et Embrun dans les Hautes-Alpes.

### Plainte pour dénonciation calomnieuse
À la suite de cette plainte, Jean-Michel Di Falco clame son innocence et dépose à son tour une plainte contre Marc pour dénonciation calomnieuse. En juin 2004, le tribunal de grande instance de Paris déboute le requérant et rend une ordonnance de non-lieu. Le juge d’instruction estime qu'il est « impossible d’établir avec certitude que les faits dénoncés par [Marc], avec lequel Jean-Michel Di Falco n’a pas demandé à être confronté, sont totalement ou partiellement inexacts, notamment au vu des témoignages de sa mère et de sa sœur recueillis par les enquêteurs à la suite de la plainte du 14 novembre 2001 »,.

### Assignation au civil en 2016
En septembre 2016, Marc assigne au civil Jean-Michel Di Falco afin d'être indemnisé pour les préjudices subis,. Il reçoit le soutien de l'association La Parole libérée qui de son côté attaque en justice le prêtre pédophile Bernard Preynat et Philippe Barbarin pour non dénonciation d'actes pédophiles. François Devaux, président de l'association, déclare : « Nous saluons son engagement et son courage. Il ne le fait pas pour de l'argent mais pour faire avancer la cause ». La victime réclame 560 000 euros de dommages et intérêts.
La demande de Marc est déclarée « irrecevable » en mars 2018, car « prescrite » quarante ans après les faits allégués. Cependant la Cour de cassation casse et annule le 7 juillet 2022 l'arrêt de la cour d'appel de Paris qui avait retenu en 2018 la prescription des faits commis dans les années 1970, relançant ainsi la procédure au civil, pour laquelle Jean-Michel Di Falco se présente devant la cour d'appel de Paris le 5 décembre 2023,.